# Kevin Rankin
Pour les articles homonymes, voir Rankin.
Kevin Rankin, né le 18 avril 1976, à Baton Rouge, en Louisiane, est un acteur américain surtout connu pour ses rôles de Herc dans la série de NBC Friday Night Lights, de Tyler Briggs dans la série de NBC Trauma, de Roe Sanders dans la série de CBS Unforgettable, de Kenny dans la série de AMC Breaking Bad et de celui d'Elliott dans Umbrella Academy.

## Biographie
Kevin Rankin est né le 18 avril 1976, à Baton Rouge, en Louisiane. Il y vit avec ses parents et ses trois sœurs aînées jusqu'à l'âge de onze ans. La famille déménage ensuite à Houston, au Texas, où il termine ses études secondaires.

### Vie privée
En 2000, il s'installe à Los Angeles, où il rencontre Jill Farley. Lors du tournage du pilote de Trauma, il la demande en mariage. Ils se sont mariés le 23 octobre 2010. Ils ont deux enfants, un garçon et une fille.

## Carrière
Après une première  apparition dans la série télévisée Les Enquêtes extraordinaires, il commence sa carrière d'acteur en 1997 avec un petit rôle dans le film dramatique Le Prédicateur.
À partir de 2000, ses rôles dans diverses séries télévisées se succèdent, notamment dans Buffy contre les vampires, New York Police Blues et Philly.
En 2002, il joue le rôle de Doc dans onze épisodes de la série My Guide to Becoming a Rock Star. Il fait des apparitions dans Les Années campus, Six Feet Under, Bionic Woman et Friday Night Lights.
En 2009, il tient un rôle dans la série de NBC, Trauma. Cependant, la série est arrêtée après une première saison de 18 épisodes.
En 2011, il joue dans cinq épisodes de la série dramatique de HBO, Big Love. La même année, il tourne dans la première saison de la série criminelle Unforgettable. Après une restructuration de la série, son personnage est finalement abandonné dans la deuxième saison. L''année suivante, il tourne dans Breaking Bad, jusqu'en 2013.
Entre 2017 et 2022, il incarne Bryce Hussar dans la série télévisée Claws. La série s'achève en 2022 après 4 saisons.
En 2019, il reprend son rôle dans El Camino : Un film Breaking Bad.

## Filmographie

### Cinéma

#### Longs métrages
- 1997 : Le Prédicateur  (The Apostle) de Robert Duvall : Un jeune homme dans la voiture
- 1999 : Clean and Narrow de William Katt : Tommy Lee
- 2001 : Carman : The Champion de Lee Stanley : Scrappy
- 2003 : Hulk d'Ang Lee : Harper
- 2005 : Heads N TailZ de Stephen David Brooks : Heads
- 2010 : Friendship! de Markus Goller : Marvin
- 2011 : Le Chaperon (The Chaperone) de Stephen Herek : Goldy
- 2012 : Congratulations de Juan Cardarelli et Eric M. Levy : Casey Tremblay
- 2012 : Santeria : The Soul Possessed de Benny Mathews : Neil
- 2013 : White House Down de Roland Emmerich : Killick
- 2013 : Dallas Buyers Club de Jean-Marc Vallée : T.J
- 2013 : American Stories (Pawn Shop Chronicles) de Wayne Kramer : Randy
- 2014 : La Planète des singes : L'Affrontement (Dawn of the Planet of the Apes) de Matt Reeves : McVeigh
- 2014 : Wild de Jean-Marc Vallée : Greg
- 2016 : Comancheria (Hell or High Water) de David Mackenzie : Billy Rayburn
- 2018 : Skyscraper de Rawson Marshall Thurber : Ray
- 2019 : El Camino : Un film Breaking Bad (El Camino : A Breaking Bad Movie) de Vince Gilligan : Kenny

#### Courts métrages
- 2003 : Riverside de Charles Wachter : Brent
- 2005 : Box One Forty-Seven de Chris Jones et Jesse S. Robinson : Bill

### Télévision

#### Séries télévisées
- 2000 : Buffy contre les vampires (Buffy the Vampire Slayer) : Donny
- 2000 : Spin City : Kurt
- 2001 - 2003 : Les Années campus (Undeclared) : Lucien
- 2002 : Philly : Marty Schlosse
- 2002 : New York Police Blues (NYPD Blue) : Chris Nelson
- 2002 : Les Anges de la nuit (Birds of Prey) : Dr Lewis Melfin
- 2002 : My Guide to Becoming a Rock Star : Doc
- 2003 : All About the Andersons (en) : Le directeur
- 2004 : Newport Beach : Lucas
- 2004 : FBI : Portés disparus (Without a Trace) : Larry Schneider
- 2005 : Six Feet Under : Johnny
- 2006 : Bones : Mike Doyle
- 2006 - 2008 : Friday Night Lights : Herc
- 2007 : Les Experts (CSI : Crime Scene Investigation) : Shawn Curtis
- 2007 : Grey's Anatomy : Jack Vaughan
- 2007 : Bionic Woman : Nathan
- 2007 : State of Mind : Arthur Cromwell
- 2008 : New York, police judiciaire (Law and Order) : Dean Emerson
- 2008 : NCIS : Enquêtes spéciales (NCIS) : Dennis Moran
- 2008 : Earl : T.R.
- 2008 : The Closer : L.A. enquêtes prioritaires (The Closer) : Dean Murphy
- 2009 : Last of the Ninth : Slick Rick
- 2009 : Lost : Les Disparus (Lost) : Jerry
- 2009 : US Marshals : Protection de témoins (In Plain Sight) : Jerry Royal / Jerry Rogan
- 2009 - 2010 : Trauma : Tyler Briggs
- 2010 : Lie to Me : Kent Clark
- 2010 : Mentalist (The Mentalist) : Danny Ruskin
- 2010 - 2011 : Justified : Devil
- 2011 : Big Love : Verlan Walker
- 2011 - 2012 : Unforgettable : Roe Sanders
- 2012 - 2013 : Breaking Bad : Kenny
- 2014 : Gracepoint : Révérend Paul Coates
- 2014 : The Newsroom : Le compagnon de cellule
- 2015 : Halt and Catch Fire : Henry Clark
- 2016 : Lucifer : Malcolm Graham
- 2017 - 2022 : Claws : Bryce Husser
- 2020 : Umbrella Academy (The Umbrella Academy) : Eliott
- 2022 - 2023 : East New York : Détective Tommy Killian

#### Téléfilms
- 2000 : After Diff'rent Strokes: When the Laughter Stopped de Ted Haimes : Lanny
- 2010 : All Signs of Death d'Alan Ball : Talbot